# کاترین بیچر
کاترین بیچر ((به انگلیسی: Catharine Beecher)؛ زادهٔ ۶ سپتامبر ۱۸۰۰ – درگذشتهٔ ۱۲ مه ۱۸۷۸) آموزگار، نویسنده، اصلاح‌طلب اجتماعی و یکی از چهره‌های برجسته در تاریخ آموزش زنان در ایالات متحده بود. او در قرن نوزدهم میلادی، یکی از پیشگامان جنبش آموزش دختران در آمریکا به‌شمار می‌رفت و تأکید ویژه‌ای بر آموزش زنان به عنوان ستون‌های جامعه داشت. بیچر چندین مدرسه برای دختران تأسیس کرد و با نگارش کتاب‌ها و مقالات مختلف، به ارتقای نقش زنان در آموزش و جامعه یاری رساند.

## زندگی و پیشینه
کاترین بیچر در سال ۱۸۰۰ در ایست‌هارتفورد، کنتیکت، در خانواده‌ای مذهبی و فرهنگی به دنیا آمد. پدرش لایمن بیچر، کشیش پرآوازه پرسبیترینی بود و خانواده‌اش در میان روشنفکران آمریکایی قرن نوزدهم جایگاهی ویژه داشتند. خواهر کوچکتر او، «هریت بیچر استو»، نویسنده مشهور رمان ضد برده‌داری «کلبه عمو تام» بود.
بیچر در دوران جوانی آموزش رسمی محدودی دریافت کرد، اما با پشتکار فراوان، به تحصیل علوم انسانی و الهیات پرداخت. پس از مرگ نامزدش در یک سانحه دریایی، او تصمیم گرفت باقی زندگی‌اش را وقف آموزش و اصلاح اجتماعی کند.

## فعالیت‌های آموزشی
در سال ۱۸۲۳، بیچر نخستین مدرسه خود را با نام «مؤسسه زنان هارتفورد» در کنتیکت بنیان گذاشت. این مدرسه با هدف فراهم‌آوردن آموزش عالی برای دختران در زمانی که امکانات آموزشی برای زنان محدود بود، تأسیس شد. برنامه درسی مدرسه شامل علوم، ریاضیات، فلسفه، موسیقی، ادبیات کلاسیک و اصول تعلیم و تربیت بود. روش‌های آموزشی بیچر نوآورانه محسوب می‌شدند و تأکید او بر آموزش فکری، مذهبی و اخلاقی دختران، الگویی برای مدارس دیگر شد.
او باور داشت که زنان نقش کلیدی در پرورش نسل آینده دارند و آموزش آنان نه تنها برای خودشان، بلکه برای خانواده و جامعه نیز ضروری است. در دیدگاه بیچر، خانه مرکز تربیت شهروندان صالح بود و مادران، معلمان نخستین هر نسل به‌شمار می‌رفتند.

## آثار و دیدگاه‌ها
کاترین بیچر نویسنده‌ای پرکار بود و آثار متعددی دربارهٔ آموزش، دین و نقش اجتماعی زنان منتشر کرد. از جمله مهم‌ترین آثار او می‌توان به کتاب‌های زیر اشاره کرد:
«اقتصاد داخلی آمریکا» (The American Woman's Home) که به همراه خواهرش، هریت بیچر استو، نوشته شد و راهنمایی جامع در زمینه مدیریت خانه و تربیت فرزندان بود.
«رساله‌ای دربارهٔ مسئولیت زنان نسبت به آموزش مذهبی» (Essay on the Education of Female Teachers)
«فنون تدریس» (Suggestions Respecting Improvements in Education)
بیچر استدلال می‌کرد که زنان به‌واسطه استعدادهای طبیعی خود، برای نقش‌های آموزشی و اخلاقی در خانواده و جامعه مناسب‌تر هستند. در حالی‌که او از حقوق زنان در آموزش حمایت می‌کرد، اما در برابر برخی جنبه‌های فمینیسم اولیه، به‌ویژه مشارکت سیاسی زنان، محتاط بود. او بر قدرت اخلاقی زنان تأکید داشت و آن را وسیله‌ای برای اصلاح جامعه می‌دانست.

## تأسیس مدارس و تأثیرات اجتماعی
بیچر به همراه دیگر اصلاح‌طلبان، در تأسیس مدارس دخترانه در غرب آمریکا نقش مهمی ایفا کرد. او در سال‌های ۱۸۳۰ و ۱۸۴۰ با سازمان‌دهی معلمان زن و اعزام آن‌ها به ایالت‌های غربی نوظهور، به گسترش آموزش دختران در مناطق کمتر توسعه‌یافته کمک کرد.
او همچنین «انجمن ملی ارتقای آموزش» را بنیان نهاد که هدف آن تربیت معلمان زن برای مناطق روستایی و فقیر بود. این برنامه، هزاران زن را توانمند ساخت تا به‌عنوان معلم در سراسر آمریکا فعالیت کنند. بیچر معتقد بود که تدریس، حرفه‌ای شرافتمندانه و مناسب برای زنان است و به آن‌ها استقلال مالی می‌دهد.

## میراث
کاترین بیچر یکی از پایه‌گذاران آموزش دختران در آمریکا محسوب می‌شود. افکار و دستاوردهای او زمینه‌ساز تحولاتی در نگرش به نقش اجتماعی زنان در قرن نوزدهم شد. در حالی‌که برخی دیدگاه‌های او در مورد نقش‌های سنتی زنان مورد نقد قرار گرفته‌اند، اما تلاش‌های بی‌وقفه‌اش برای گسترش آموزش، تأثیر عمیقی بر تاریخ آموزشی آمریکا گذاشت.
تا پایان عمر، او در عرصه آموزش، نوشتن و مشاوره آموزشی فعال باقی ماند. بیچر در سال ۱۸۷۸ در ایلینوی درگذشت.